# Eho Hilisimaetano
Eho Hilisimaetano is een bestuurslaag in het regentschap Nias Selatan van de provincie Noord-Sumatra, Indonesië. Eho Hilisimaetano telt 1011 inwoners (volkstelling 2010).